# コマモナス科
コマモナス科（コマモナスか、Comamonadaceae）はPseudomonadota門ベータプロテオバクテリア綱バークホルデリア目の科の一つである。

## 概要
メンバーは全て好気性のグラム陰性菌である。細胞は、直線状または少し湾曲した桿状または螺旋状である。ほとんどの種は鞭毛、単一の極性鞭毛、1–5本から成る双極性房、または退化した周毛鞭毛による運動性を持つ。胞子は形成しない。H2またはCOの酸化による化学有機栄養性または化学無機栄養性である。酸化代謝では酸素を末端電子受容体として使用する。一部の種は硝酸塩も利用できる。キシロフィラス属（Xylophilus）のメンバーを除き、オキシダーゼ陽性である。最適成長温度は28–30 ℃、ただしキシロフィラス属では24 ℃である。キシロフィラス属、ハイドロゲノファーガ属（Hydrogenophaga）、およびバリオボラックス属（Variovorax）は黄色の不溶性色素を生成する。一部のハイドロゲノファーガ属菌株による窒素固定が報告されている。一般に、同科のメンバーは炭水化物をほとんど利用せず、アミノ酸を含むさまざまな有機酸を利用する。主要な細胞脂肪酸は、パルミトレイン酸(16:1)、パルミチン酸(16:0)、およびczs-バクセン酸(A11-18:1)である。ゲノムDNAの平均GC含量は57–70mol%である。メンバーは土壌、自然環境や産業環境由来の水、臨床サンプル、および細菌感染した植物材料から分離されている。臨床サンプルから分離されたコマモナス属（Comamonas属）およびアシドボラックス属（Acidovorax属）については、病原性の影響は報告されていない。キシロフィラス属のメンバーではブドウに病原性があり、[Pseudomonas] avenae（現Acidovorax avenae） rRNAブランチに属する菌株は、さまざまなイネ科植物、ラン科植物、またはウリ科植物に病原性を示す。

## 下位分類（属）
コマモナス科は以下の属を含む(2024年8月現在)。

### IJSEMに正式承認されている属
- アシドボラックス属　Acidovorax

Willems et al. 1990
- Albidiferax

corrig. Ramana and Sasikala 2009
- アリシクリフィルス属　Alicycliphilus

Mechichi et al. 2003
- Allofranklinella

Deshmukh and Oren 2023
- アクアバクテリウム属　Aquabacterium

Kalmbach et al. 1999
- ブラキモナス属　Brachymonas

Hiraishi et al. 1995
- カエニモナス属　Caenimonas

Ryu et al. 2008
- カルディモナス属　Caldimonas

Takeda et al. 2002
- コマモナス属　Comamonas

(ex Davis and Park 1962) De Vos et al. 1985
- Corticibacter

Fang et al. 2015
- クルビバクター属　Curvibacter

Ding and Yokota 2004
- デルフチア属　Delftia

Wen et al. 1999
- ダイアフォロバクター属　Diaphorobacter

Khan and Hiraishi 2003
- Extensimonas

Zhang et al. 2013
- ギエスベルゲリア属　Giesbergeria

Grabovich et al. 2006
- ハイドロゲノファーガ属　Hydrogenophaga

Willems et al. 1989
- Hylemonella

Spring et al. 2004
- イデオネラ属　Ideonella

Malmqvist et al. 1994
- ランプロペディア属　Lampropedia

Schroeter 1886 (Approved Lists 1980)
- レプトスリックス属　Leptothrix

Kützing 1843 (Approved Lists 1980)
- リムノハビタンス属　Limnohabitans

Hahn et al. 2010
- マクロモナス属　Macromonas

Utermöhl and Koppe 1924 (Approved Lists 1980)
- マリキア属　Malikia

Spring et al. 2005
- Melaminivora

Wang et al. 2014
- Oryzisolibacter

Vaz-Moreira et al. 2017
- オットウィア属　Ottowia

Spring et al. 2004
- ポラロモナス属　Polaromonas

Irgens et al. 1996
- シュードアシドボラックス属　Pseudacidovorax

Kämpfer et al. 2008
- シュードルロドフェラクス属　Pseudorhodoferax

Bruland et al. 2009
- Pulveribacter

Heo et al. 2019
- ラムリバクター属　Ramlibacter

Heulin et al. 2003
- ロドフェラクス属　Rhodoferax

Hiraishi et al. 1992
- ロゼアテレス属　Roseateles

Suyama et al. 1999
- ルブリビバクス属　Rubrivivax

Willems et al. 1991
- Scleromatobacter

Mieszkin et al. 2023
- Serpentinimonas

Bird et al. 2021
- Simplicispira

Grabovich et al. 2006
- スフェロチラス属　Sphaerotilus

Kützing 1833 (Approved Lists 1980)
- Tepidicella

França et al. 2006
- テピジモナス属　Tepidimonas

Moreira et al. 2000
- チオモナス属　Thiomonas

Moreira and Amils 1997
- Tibeticola

Khan et al. 2017
- Vandammella

Bernard et al. 2022
- バリオボラックス属　Variovorax

Willems et al. 1991
- ベルミネフロバクター属　Verminephrobacter

Pinel et al. 2012
- キセノフィルス属　Xenophilus

Blümel et al. 2001
- キシロフィラス属　Xylophilus

Willems et al. 1987

### IJSEMに未承認の属
- "Albitalea"

Khan et al. 2021
- "Candidatus Serpentinomonas"

Suzuki et al. 2014
- Caenibacterium

Manaia et al. 2003
- Calidifontimicrobium

Ding et al. 2019
- Franklinella

Bernard et al. 2022
- Kinneretia

Gomila et al. 2010
- ミツアリア属　Mitsuaria

Amakata et al. 2005
- Paenacidovorax

Du et al. 2023
- Paracidovorax

Du et al. 2023
- Paucibacter

Rapala et al. 2005
- Pelomonas

Xie and Yokota 2005
- Schlegelella

Elbanna et al. 2003
- Zhizhongheella

Dong et al. 2014